# Barbie Dreamhouse Adventures
Barbie Dreamhouse Adventures (lett. "avventure nella casa dei sogni di Barbie") una serie prodotta dalla Mattel e realizzata in CGI.

## Personaggi e doppiatori italiani
Barbie, doppiata da Emanuela Pacotto
Chelsea, doppiata da Giulia Maniglio
Stacie, doppiata da Gea Riva
Skipper, doppiata da Silvia Villa.
George Roberts, doppiato da Alessandro Maria d'Errico.
Margaret Roberts, doppiata da Elda Olivieri.
Ken, doppiato da Renato Novara.
Nikki, doppiata da Alessandra Karpoff.
Teresa, doppiata da Francesca Bielli.
Renée, doppiata da Lorella de Luca

## Lista episodi

### Stagione 1
| nº | Titolo inglese                | Titolo italiano                | Prima TV USA  | Prima TV Italia  |
| -- | ----------------------------- | ------------------------------ | ------------- | ---------------- |
| 1  | Welcome to the Dreamhouse     | Benvenuti nella casa dei sogni | 3 maggio 2018 | 2 novembre 2018  |
| 2  | Clubhouse (Remix)             | La casa dei giochi (Remix)     | 3 maggio 2018 | 3 novembre 2018  |
| 3  | Nobody's Cupcake              | Il cupcake di nessuno          | 3 maggio 2018 | 4 novembre 2018  |
| 4  | The Great Pioneer Adventure   | Un'avventura da pionieri       | 3 maggio 2018 | 9 novembre 2018  |
| 5  | My Baby Sister the Babysitter | Sorellina babysitter           | 3 maggio 2018 | 10 novembre 2018 |
| 6  | Road Trip                     | Si parte!                      | 3 maggio 2018 | 11 novembre 2018 |
| 7  | Picture Perfect Cake          | Una torta da fotografia        | 3 maggio 2018 | 17 novembre 2018 |
| 8  | The Roof Fairy                | La fatina dei tetti            | 3 maggio 2018 | 18 novembre 2018 |

### Stagione 2
| nº     | Titolo inglese          | Titolo italiano                               | Prima TV USA      | Prima TV Italia |
| ------ | ----------------------- | --------------------------------------------- | ----------------- | --------------- |
| 1 (9)  | Balancing Act           | L'equilibrio è tutto                          | 12 settembre 2018 |                 |
| 2 (10) | Life Can Be a Dream     | La vita può essere un sogno                   | 12 settembre 2018 |                 |
| 3 (11) | Trey is for Horses      | Trey a cavallo                                | 12 settembre 2018 |                 |
| 4 (12) | A Dreamhouse Puppy Tale | L'avventura dei cuccioli nella casa dei sogni | 12 settembre 2018 |                 |
| 5 (13) | Time Will Tell          | Solo il tempo ce lo dirà                      | 12 settembre 2018 |                 |
| 6 (14) | Putts for Pups          | Minigolf per i cuccioli                       | 12 settembre 2018 |                 |
| 7 (15) | Pied Pupper             | La cucciolaia magica                          | 12 settembre 2018 |                 |
| 8 (16) | A Day at the Beach      | Una giornata in spiaggia                      | 12 settembre 2018 |                 |

### Stagione 3
| nº      | Titolo inglese                            | Titolo italiano                     | Prima TV USA     | Prima TV Italia |
| ------- | ----------------------------------------- | ----------------------------------- | ---------------- | --------------- |
| 1 (17)  | A Delicate Situation                      | Una situazione delicata             | 14 febbraio 2019 |                 |
| 2 (18)  | Virtually Famous                          | Fama virtuale                       | 14 febbraio 2019 |                 |
| 3 (19)  | All Dogs Go to the Beach                  | Cani in spiaggia                    | 14 febbraio 2019 |                 |
| 4 (20)  | Ballad of Windy Willows                   | La ballata dei Windy Willows        | 14 febbraio 2019 |                 |
| 5 (21)  | Room Swap                                 | Scambio di stanze                   | 14 febbraio 2019 |                 |
| 6 (22)  | Getaway and Got Away                      | Una vacanza inaspettata             | 14 febbraio 2019 |                 |
| 7 (23)  | Totally Spying                            | Modalità spia                       | 14 febbraio 2019 |                 |
| 8 (24)  | Barbie Roberts: Undercover Mermaid Part 1 | Sirena in incognito (prima parte)   | 14 febbraio 2019 |                 |
| 9 (25)  | Barbie Roberts: Undercover Mermaid Part 2 | Sirena in incognito (seconda parte) | 14 febbraio 2019 |                 |
| 10 (26) | A Dog's Day in Court                      | Un processo per cani                | 14 febbraio 2019 |                 |